# Stas Pieha
Stas Pieha (rusă: Стас Пьеха; n. 13 august 1980, Sankt Petersburg) este un cântăreț rus.

## Discografie

### Albume
- 2005 — O stea (Одна Звезда)
- 2008 — Altfel (Иначе)

### Videoclipuri
- «Где буду я»
- «Расставание» (împreună cu Valeriya)
- «О тебе»
- «Напиши мне»
- «Она не твоя» (cu Grigori Leps)
- «На ладони линия»
- «Новогодняя» (împreună cu Pavla])
- «Я-лист»
- «Я и ты» (împreună cu Slava)